# إريون دوشكو
إريون دوشكو (بالألبانية: Erjon Dushku‏) هو لاعب كرة قدم ألباني في مركز قلب الدفاع، ولد في 25 فبراير 1985 في كرويه في ألبانيا. شارك مع منتخب ألبانيا تحت 17 سنة لكرة القدم ومنتخب ألبانيا تحت 19 سنة لكرة القدم ومنتخب ألبانيا تحت 21 سنة لكرة القدم. أما مع النوادي، فقد لعب مع نادي تيرانا ونادي تيوتا دورس ونادي فلامورتاري فلوره ونادي كوكسي.

## وصلات خارجية
- إريون دوشكو على موقع الاتحاد الأوربي (الإنجليزية)
- إريون دوشكو على موقع قاعدة بيانات كرة القدم.إي يو (الإنجليزية)
- إريون دوشكو على موقع Soccerway.com (الإنجليزية)